# Rio Feteşti
O Rio Feteşti é um rio da Romênia, afluente do Grigoreşti, localizado no distrito de Suceava.